# Flaggkolibrier
Flaggkolibrier (Ocreatus) är ett litet släkte med fåglar i familjen kolibrier som återfinns i Sydamerika. Släktet omfattar tre arter:
- Vittofsad flaggkolibri (Ocreatus underwoodii)
- Peruflaggkolibri (Ocreatus peruanus)
- Boliviaflaggkolibri (Ocreatus addae)

Tidigare behandlades de som en och samma art, med namnet flaggkolibri (Schistes geoffroyi).